# Hugo Hagander
Hugo Hagander (känd som Låppan eller Loppan), född den 29 augusti 1928 i Malmö, död den 3 mars 1994, var en svensk jurist, lundaspexare och underhållare.

## Biografi
Efter gymnasiestudier vid Katedralskolan i Lund påbörjade Hagander juridikstudier vid Lunds universitet, vilka så småningom resulterade i en juris kandidatexamen och tingstjänstgöring i Klippan. Vägen dit var dock lång eftersom Hagander snart kom att engagera sig djupt i studentlivet, och då inte minst i spex och revyer där han hörde till samma generation som Hans Alfredson, Cilla Ingvar och Crüll Fältström. Han ingick också i redaktionen för tidningen Lundagård samt som ledamot i kommittéerna för Lundakarnevalerna 1958 och 1962.
Enligt Hans Alfredson var "Låppan" "majestätiskt omusikalisk" och kunde "egentligen inte [...] agera", men "hade utstrålning, ett mycket egensinnigt och expressivt sätt att säga repliker och ett kroppsspråk som en ormmänniska". Med detta klarade han sig väl och figurerade på Akademiska Föreningens stora scen under ett långt antal år på 1950- och 1960-talen. Han spelade bland annat Swedenborg i Carl XII, djävul i Harakiri, Homeros i Ilion och Kandidat Jekyll i Alfredsons nyskapelse, "pjäxet" Knaust. 
På film gjorde Hagander sin mest framträdande roll som den militäriskt lojale rättaren Lantz i filmatiseringen av Falstaff, fakirs novell Ett svårskött pastorat (1958) samt spelade Jätten Finn mot Hans Alfredsons diaboliske Dr Nob i karnevalsfilmen Lystnaden (1966). 
Så småningom kom "Låppan" i kontakt med Povel Ramel och medverkade i ett antal av dennes Knäppupp-produktioner samt senare även i Ramels TV-serie Semlons gröna dalar. Umgänget med Ramel fortsatte även sedan Hagander lämnat sin sceniska karriär, och bland annat ingick de båda i det lilla 1962 stiftade ordenssällskapet "Björnjägarne" som årligen for till Tivoli i Köpenhamn för att skjuta björn (på nöjesparkens skjutbana).
Sedan Hagander lämnat scenens tiljor arbetade han som jurist i sin bror Ulfs företag i lastmaskinsbranschen. Han var gift men hade inga barn. 
I en dödsruna i Svenska Dagbladet beskrev Hans Alfredson Hagander som "en underbart begåvad sällskapsmänniska" som för honom framstod som "den evige studenten, inte bara därigenom att han faktiskt studerade länge och noggrant [...], utan därför att han till synes inte åldrades, vare sig utanpå eller inuti." Haganders näsa finns avgjuten som nr 2 i det av Alfredson grundade Nasoteket på Akademiska Föreningen i Lund.
Enligt Gunnar Bernstrup var det Hagander som myntade namnet på dennes och Stellan Sundahls radioprogram Byteskomik.

## Teater

### Roller
| År   | Roll        | Produktion                 | Regi           | Teater             |
| ---- | ----------- | -------------------------- | -------------- | ------------------ |
| 1962 | Medverkande | Dax igen, revy Povel Ramel | Herman Ahlsell | Idéonteatern Turné |